# Publius Canidius Crassus
Publius Canidius Crassus (décédé en 30 av. J.-C.) est un homme politique et général de la fin de la République romaine, consul suffect en 40 av. J.-C. et lieutenant de Marc Antoine.

## Biographie
Il sert sous Lépide dans le sud de la Gaule en 43 av. J.-C., et est à partir de ce moment un allié de Marc Antoine. À la fin de l'année 40 av. J.-C., Octavien et Marc Antoine destituent les consuls et les préteurs en titre, et nomment deux consuls suffects, dont Canidius, pour les quelques jours qui restent dans l'année.
En Orient, il sert ensuite comme commandant du Royaume d'Arménie où il soumet Artavazde II, d’où il lance l’invasion, en 36 av. J.-C., de l’Ibérie (l’actuelle Géorgie), où il contraint son roi Pharnabaze II à entrer dans une alliance dirigée contre Zober, roi d’Albanie du Caucase. Ayant soumis les Ibériens et les Albaniens,, Crassus se joint ensuite à la campagne de Marc Antoine contre la Parthie, où il commande plusieurs légions. Cette campagne se transforme en déroute.
Au début de la dernière Guerre civile de la République romaine, il prend la tête de l'armée d'Antoine, seize légions qu'il mène d'Orient à Éphèse. Selon Plutarque, il est de ceux qui soutiennent que Cléopâtre doit faire partie de l'état major d'Antoine, ayant été corrompu par la reine selon le biographe.
Il est l'une des deux personnes identifiées en tant que potentiel destinataire des exemptions fiscales du papyrus Bingen 45, dit papyrus de Cléopâtre.
À la bataille d'Actium, en septembre 31 av. J.-C., il commande les forces terrestres de Marc Antoine contre Octavien. Il conseille à Antoine de combattre sur terre plutôt que sur mer, où il a un avantage sur les forces d'Octavien, cette fois-ci contre l'avis de la reine. Lors du combat naval qui s'ensuit, une partie importante de la flotte d'Antoine se retrouve piégée dans les combats à la suite d'une manœuvre difficile mais réussie de Marcus Vipsanius Agrippa. Cependant, les navires égyptiens de Cléopâtre bientôt suivis par une escadre comportant Antoine à son bord parviennent malgré tout à forcer le blocus. Au soir de la bataille, les deux amants ont réussi à s'enfuir avec une partie de la flotte tandis que leur armée terrestre est intacte et s'apprête à se retirer. Depuis le cap Ténare, Antoine donne l'ordre à Canidius de conduire l'armée en Macédoine. Ce dernier déserte et les soldats, démoralisés font défection et se rallient à Octavien. Quand Antoine apprend la défection de la flottille de Caius Sosius, il entre en état de profond abattement et, lorsqu'il apprend la défection de son armée de la part de Canidius Crassus qui le rejoint, il comprend que la guerre est perdue et s'enfuit en Égypte,.
Canidius passe aussi en Égypte où il est exécuté en l'an 30 av. J.-C. sur l’ordre d’Octavien,,.